# 1939 (film)
1939 är en svensk långfilm som hade biopremiär i Sverige den 25 december 1989. Regi gjordes av Göran Carmback och manus skrevs av Brasse Brännström och Waldemar Bergendahl.

## Handling
När andra världskriget bryter ut 1939 bor Annika med sina föräldrar i Värmland vid gränsen mot Norge. Kamraten Harald sysslar med svartabörsaffärer men måste fly till Norge. Annika flyttar 1941 till Stockholm och börjar arbeta som servitris. Där träffar hon levnadsglada Berit och de två går ofta ut och dansar. I Stockholm träffar hon den förmögne Bengt. Trots att hans föräldrar inte tycker att hon är god nog åt honom, gifter de sig.
Efter en tid upptäcker hon att Bengt kan bli väldigt svartsjuk och att han då slår henne. Berit blir gravid, och eftersom hon inte vet vem som är fadern, försöker Annika hjälpa henne, men detta ger anledning till ännu ett raseriutbrott hos Bengt. När krigsslutet firas i maj 1945, flyttar Annika hem till Värmland igen.

## Om filmen
Sommaren 1986 utlyste Svensk Filmindustri en tävling där man uppmanade deltagarna att skicka in sina minnen av krigsåren i Sverige. Ett tusental bidrag kom in och tävlingens jury delade ut fem priser à 10 000 kronor. De fem prisbelönade bidragen användes som inspiration när Brasse Brännström skrev ett regelrätt manus. Inget av de fem bidragen användes direkt i filmen men pristagaren Helmy Helin, som berättade om hur hon 1938 kom till Stockholm och arbetade som servitris, fick stå modell för Annika. 
Filmen var Svensk Filmindustris största satsning under 1989 då företaget fyllde 70 år samtidigt som det var 50 år sedan andra världskriget började. Filmen hade en budget på 30 miljoner kronor, bland annat kostade scenen där krigsslutet firas på Kungsgatan 1 miljon kronor att spela in. 
Filmen hade premiär vid en specialvisning i Globen i Stockholm den 18 december inför en publik på 2 600 personer. 
Sångerskor som medverkar i filmen är: Zemya Hamilton, Louise Hoffsten, Lisa Nilsson och Meta Roos. 
I filmen ingick ett flertal sånger, både nyinspelningar av gamla schlagers och sånger nyskriva för filmen i mer eller mindre tidstypisk stil. Louise Hoffsten sjöng titelmelodin "1939" skriven av Anders Berglund och Ture Rangström.  Zemya Hamilton fick en mindre hit med Orups och Anders Glenmarks "Min arm omkring din hals", som låg på Svensktoppen 1990 i 14 veckor.  
1939 har visats i SVT, bland annat i december 1991, januari 1995, juli och december 2021 samt i maj 2025.

## Rollista i urval
| Helene Egelund         | – Annika                         |
| Helena Bergström       | – Berit                          |
| Per Morberg            | – Bengt                          |
| Ingvar Hirdwall        | – Olof, Annikas pappa            |
| Anita Ekström          | – Ella, Annikas mamma            |
| Per Oscarsson          | – Isak, Annikas farfar           |
| Per Grytt              | – Annikas bror                   |
| Zara Zetterqvist       | – Annikas syster                 |
| Anita Wall             | – Cecilia Hall                   |
| Keve Hjelm             | – Alfred Hall                    |
| Johan Ulveson          | – Harald Persson                 |
| Stefan Larsson         | – Hans Zetterberg, Annikas kusin |
| Tomas von Brömssen     | – Eriksson, kommissarie          |
| Heinz Hopf             | – Tysk officer                   |
| Willie Andréason       | – Gustaf Persson                 |
| Mats Bergman           | – Rhöse, lanthandlare            |
| Krister Henriksson     | – Rickard Zetterberg             |
| Gunilla Larsson        | – Elin Zetterberg                |
| Wallis Grahn           | – Spritkassörska                 |
| Michael Mansson        | – Hovmästare                     |
| Anders Lönnbro         | – Köksmästare                    |
| Claes Månsson          | – Kocken Axelsson                |
| Gino Samil             | – Länsman                        |
| Runo Sundberg          | – Eklund                         |
| Jonas Falk             | – Talare                         |
| Peter Haber            | – Wirén, polisassistent          |
| Gunnar Martin Aronsson | – Konferencier                   |

## Hemvideoutgivningar
Filmen släpptes på VHS i Sverige 1990 av Media Transfer, och på DVD 2010 som en del i serien Svenska klassiker.

## Musik
| 1.           | 1939 (sång: Louise Hoffsten)                      | Ture Rangström                      | Anders Berglund                     | 3:31  |
| 2.           | Hjälten i mitt liv (sång: Lisa Nilsson)           | Ture Rangström                      | Anders Berglund                     | 5:04  |
| 3.           | How Do You Do, Mr. Swing (sång: Meta Roos)        | Jokern och Sven Paddock             | Jokern och Sven Paddock             | 2:37  |
| 4.           | Med dej i mina armar                              | Hasse Ekman                         | Kai Gullmar                         | 3:54  |
| 5.           | Jitterbug från Söder (sång: Louise Hoffsten)      | Nils Perne, Sven Paddock, Nils Lind | Nils Perne, Sven Paddock, Nils Lind | 2:37  |
| 6.           | Mitt Värmland                                     | —                                   | Anders Berglund                     | 3:08  |
| 7.           | Min arm omkring din hals                          | —                                   | Orup, Anders Glenmark               | 3:32  |
| 8.           | Min arm omkring din hals (sång: Zemya Hamilton)   | Orup                                | Orup, Anders Glenmark               | 3:17  |
| 9.           | On The Sunny Side Of The Street (sång: Meta Roos) |                                     |                                     | 2:23  |
| 10.          | I Didn't Know What Time It Was (sång: Meta Roos)  |                                     |                                     | 3:08  |
| 11.          | Hotland Swing                                     | —                                   | Anders Berglund                     | 2:10  |
| 12.          | Cherokee (sång: Louise Hoffsten)                  |                                     |                                     | 2:55  |
| 13.          | 1939                                              | —                                   | Anders Berglund                     | 3:23  |
| Total längd: | Total längd:                                      | Total längd:                        | Total längd:                        | 41:39 |

Övriga låtar
- "Permissionsvalsen", musik Kai Gullmar, text Gus Morris
- "Vårt eget Blue Hawaii", text och musik av Povel Ramel